# Lekkoatletyka na Letnich Igrzyskach Olimpijskich 2020 – trójskok mężczyzn
Turniej mężczyzn w trójskoku podczas XXXII Letnich Igrzysk Olimpijskich w Tokio odbył się w dniach 3-5 sierpnia 2021. Do rywalizacji przystąpiło 32 sportowców. Arena zawodów był Stadion Olimpijski w Tokio. Mistrzem olimpijskim został Kubańczyk reprezentujący Portugalię Pedro Pichardo, wicemistrzem Chińczyk Zhu Yaming, a brąz zdobył Burkińczyk Hugues Fabrice Zango.
Był to XXIX olimpijski konkurs trójskoku mężczyzn.

## Terminarz
godziny zostały podane w czasie japońskim (UTC+9) oraz polskim (CEST)
| Data            | Godzina rozpoczęcia | Godzina rozpoczęcia |                       |
| Data            | UTC+09:00           | CEST                |                       |
| --------------- | ------------------- | ------------------- | --------------------- |
| 3 sierpnia 2021 | 9:00                | 2:00                | kwalifikacje, grupa A |
| 3 sierpnia 2021 | 9:00                | 2:00                | kwalifikacje, grupa B |
| 5 sierpnia 2021 | 11:00               | 04:00               | finał                 |

## System rozgrywek
W kwalifikacjach każdy z zawodników mógł oddać trzy skoki. Aby uzyskać awans do finału należało uzyskać minimum kwalifikacyjne - 17,05 m. Jeżeli minimum kwalifikacyjne uzyskało mniej niż 12 sportowców, to kwalifikacje uzyskiwali zawodnicy, którzy oddali najdalsze skoki, tak aby liczba finalistów wyniosła 12.
W finale zawodnicy mogli oddać sześć skoków, z wyjątkiem czterech trójskoczków, którzy po trzech próbach osiągnęli najniższe wyniki i byli po nich eliminowani z dalszej rywalizacji. Do ostatecznego wyniku zaliczano jeden, najdalszy skok oddany przez zawodnika w finale (skoki w kwalifikacjach nie były brane pod uwagę).

## Rekordy
Przed rozpoczęciem zawodów aktualny rekord świata i rekord olimpijski były następujące:
| WR | Jonathan Edwards | 18.29 m | Göteborg | 7 sierpnia 1995  |
| OR | Kenny Harrison   | 18.09 m | Atlanta  | 27 sierpnia 1996 |

## Wyniki

### Kwalifikacje
| Pozycja | Grupa | Zawodnik             | Państwo           | 1     | 2     | 3     | Odległość | Uwagi |
| ------- | ----- | -------------------- | ----------------- | ----- | ----- | ----- | --------- | ----- |
| 1       | B     | Pedro Pichardo       | Portugalia        | 16.98 | 17.71 | —     | 17.71     | Q     |
| 2       | B     | Necati Er            | Turcja            | x     | 16.70 | 17.13 | 17.13     | Q     |
| 3       | A     | Zhu Yaming           | Chiny             | 17.11 | —     | —     | 17.11     | Q     |
| 4       | A     | Cristian Nápoles     | Kuba              | 17.08 | —     | —     | 17.08     | Q     |
| 5       | B     | Yasser Triki         | Algieria          | 16.75 | 16.67 | 17.05 | 17.05     | Q     |
| 6       | B     | Donald Scott         | Stany Zjednoczone | 17.01 | 16.43 | r     | 17.01     | q     |
| 7       | A     | Andrea Dallavalle    | Włochy            | 16.99 | 16.59 | —     | 16.99     | q     |
| 8       | A     | Will Claye           | Stany Zjednoczone | 16.78 | 16.88 | 16.91 | 16.91     | q     |
| 9       | B     | Emmanuel Ihemeje     | Włochy            | 16.88 | x     | 16.28 | 16.88     | q     |
| 10      | B     | Fang Yaoqing         | Chiny             | 16.79 | 16.69 | 16.84 | 16.84     | q     |
| 11      | B     | Melvin Raffin        | Francja           | 16.49 | 16.83 | 16.58 | 16.83     | q     |
| 12      | A     | Hugues Fabrice Zango | Burkina Faso      | 16.83 | 16.46 | 16.37 | 16.83     | q     |
| 13      | A     | Tobia Bocchi         | Włochy            | 16.78 | 16.67 | 15.45 | 16.78     |       |
| 14      | A     | Wu Ruiting           | Chiny             | x     | 16.73 | 16.10 | 16.73     |       |
| 15      | A     | Nazim Babayev        | Azerbejdżan       | 16.38 | 16.30 | 16.72 | 16.72     |       |
| 16      | A     | Tiago Pereira        | Portugalia        | 16.62 | 16.71 | 15.79 | 16.71     |       |
| 17      | B     | Max Heß              | Niemcy            | 13.79 | 16.69 | x     | 16.69     |       |
| 18      | B     | Chris Benard         | Stany Zjednoczone | 16.44 | 16.59 | 16.49 | 16.59     |       |
| 19      | B     | Benjamin Compaoré    | Francja           | 16.59 | 16.39 | 15.29 | 16.59     |       |
| 20      | A     | Mateus de Sá         | Brazylia          | 16.49 | x     | 16.33 | 16.49     |       |
| 21      | B     | Lewon Aghasjan       | Armenia           | x     | 16.42 | x     | 16.42     |       |
| 22      | B     | Ben Williams         | Wielka Brytania   | x     | 16.30 | x     | 16.30     |       |
| 23      | B     | Almir dos Santos     | Brazylia          | x     | 16.27 | 16.27 | 16.27     |       |
| 24      | A     | Carey McLeod         | Jamajka           | 15.82 | 16.01 | x     | 16.01     |       |
| 25      | B     | Pablo Torrijos       | Hiszpania         | 15.87 | x     | x     | 15.87     |       |
| 26      | A     | Alexsandro Melo      | Brazylia          | 15.65 | r     | —     | 15.65     |       |
| 27      | A     | Nelson Évora         | Portugalia        | x     | 15.39 | x     | 15.39     |       |
|         | A     | Lasza Torghwaidze    | Gruzja            | x     | x     | —     | NM        |       |
|         | A     | Jean-Marc Pontvianne | Francja           | x     | x     | x     | NM        |       |
|         | A     | Ruslan Kurbanov      | Uzbekistan        | x     | r     | —     | NM        |       |
|         | B     | Dimitrios Tsiamis    | Grecja            | x     | r     | —     | NM        |       |
|         | B     | Andy Díaz            | Kuba              | DNS   | DNS   | DNS   | DNS       |       |

### Finał
| Pozycja | Zawodnik             | Państwo           | 1     | 2     | 3     | 4     | 5     | 6     | Odległość | Uwagi |
| ------- | -------------------- | ----------------- | ----- | ----- | ----- | ----- | ----- | ----- | --------- | ----- |
| złoto   | Pedro Pichardo       | Portugalia        | 17.61 | 17.61 | 17.98 | x     | —     | x     | 17.98     | NR    |
| srebro  | Zhu Yaming           | Chiny             | 16.63 | 17.41 | 17.11 | 17.16 | 17.57 | 15.02 | 17.57     | PB    |
| brąz    | Hugues Fabrice Zango | Burkina Faso      | 15.91 | 16.83 | 17.47 | x     | 17.31 | 17.43 | 17.47     |       |
| 4       | Will Claye           | Stany Zjednoczone | 17.19 | x     | 17.44 | 16.69 | 17.04 | 17.36 | 17.44     |       |
| 5       | Yasser Triki         | Algieria          | 17.30 | 17.42 | 17.40 | 17.08 | 17.43 | 17.10 | 17.43     | NR    |
| 6       | Necati Er            | Turcja            | 16.84 | 15.27 | 17.25 | —     | x     | x     | 17.25     |       |
| 7       | Donald Scott         | Stany Zjednoczone | 17.15 | x     | 16.86 | 17.18 | 16.79 | 16.95 | 17.18     |       |
| 8       | Fang Yaoqing         | Chiny             | 16.95 | 16.22 | 16.53 | 17.01 | 14.60 | 15.94 | 17.01     |       |
| 9       | Andrea Dallavalle    | Włochy            | 16.62 | 16.85 | 16.74 | NQ    | NQ    | NQ    | 16.85     |       |
| 10      | Cristian Nápoles     | Kuba              | x     | 16.63 | x     | NQ    | NQ    | NQ    | 16.63     |       |
| 11      | Emmanuel Ihemeje     | Włochy            | x     | 16.52 | 16.04 | NQ    | NQ    | NQ    | 16.52     |       |
| 12      | Melvin Raffin        | Francja           | x     | x     | x     | NQ    | NQ    | NQ    | NM        |       |